# Friedrich Dieckell
Friedrich Dieckell, auch Fredi Dieckell, (* 24. Juli 1931 in Bremerhaven; † 27. Februar 2013 in Bremerhaven) war ein deutscher Kaufmann, Unternehmer im Einzelhandel und Mäzen.

## Biografie

### Unternehmer
Dieckell eröffnete 1962 das Discountgeschäft Für Sie an der Weserstraße in Bremerhaven. Daraus wurde eine Ladenkette, die er 1975 verkaufte. Nach und nach siedelte er weitere Betriebe in den Bereichen Immobilien, Wohnungswesen, Schiffsbeteiligungen, Managementtätigkeiten von Holdinggesellschaften in seiner Heimatstadt an.
Seit 1984 war Dieckell Mitglied und von 1985 bis 1990 Stellvertretender Vorsitzender in Aufsichtsrat der I.G. Farbenindustrie AG i.L. Dieckell saß bis 1986 mit Karl Ehlerding im Aufsichtsrat der VA Vermögensverwaltungs AG. Unternehmen wie Kaufring und Brilliantleuchten gehörten in den 1980er und 1990er Jahren zeitweise zu seinem Unternehmensbereich. Er erwarb die Mehrheit an der Handelskette Spar und verkaufte sie später mit einem hohen dreistelligen Millionengewinn an die französische Intermarché.
Das Magazin Der Spiegel berichtete von der Investorengruppe Cobra, in der Dieckell Mitglied sei. Diese Gruppe wollte – erfolglos – Einfluss auf die Entwicklung der Commerzbank nehmen.
In der Veröffentlichung des Manager Magazins vom 12. Oktober 2010 wurde sein Vermögen mit 300 Mio. Euro angegeben (Platz 347 in der Liste der 500 reichsten Deutschen).
Als Investor setzte er sich für die Neubebauung am Geestemünder Konrad-Adenauer-Platz ein und schuf ein Dienstleistungszentrum.
2012 bestand u. a. die Dieckell Verwaltungs GmbH in Bremerhaven, Grashoffstraße 7, die sich im Immobilienbereich betätigt.

### Segelsport
Dieckell war auch ein begeisterter Hochseesegler. Er war Schiffseigner der Yacht Diva, mit der er und seine Besatzung (Richard Beilken, Manfred Seithe und Steuermann Klaus Meyer) 1985 zum zweiten Mal die Weltmeisterschaft gewannen.
Für den Gewinn des Weltmeistertitels erhielten er und seine Crew von Bundespräsident Richard von Weizsäcker das Silberne Lorbeerblatt.

### Mäzen
1998 gründete seine Familie die Dieckell-Stiftung. Mit einer Vielzahl von Spenden  unterstützte er dadurch verschiedenste Institutionen in Bremerhaven. 1997 startete er gemeinsam mit der Sparkasse Bremerhaven den mit 50.000 Euro dotierten Gründerpreis.
An der Hochschule Bremerhaven beteiligte er sich an einer Stiftungsprofessur. Für das Zentralkrankenhaus Reinkenheide finanzierte er medizinische Geräte sowie für die Maritime Schule und die Werkstattschule. Darüber hinaus förderte er soziale, schulische, sportliche und kulturelle Aktivitäten in Bremerhaven.

## Ehrungen
- 1985: Silbernes Lorbeerblatt
- 2005: Bundesverdienstkreuz am Bande
- 2007: Ehrenbürger von Bremerhaven[7]
- 2011: Bremerhavener Unternehmenspreis der Sparkasse Bremerhaven, der Bremerhavener Gesellschaft für Investitionsförderung und Stadtentwicklung sowie der Dieckellstiftung